# Katrin Wendland
Katrin Wendland (Berlim, 18 de julho de 1970) é uma matemática e física matemática alemã. Trabalha com aspectos geométricos da teoria das cordas.
Graduou-se com o diploma de matemática na Universidade de Bonn, orientada por Werner Müller, com o trabalho Ray-Singer Analytic Torsion, Quillenmetric and Regularized Determinants. Obteve um doutorado em física teórica em 2000, orientada por Werner Nahm, com a tese Moduli spaces of unitary conformal field theories. Fez um pós-doutorado com Louise Dolan na Universidade da Carolina do Norte em Chapel Hill. A partir de 2002 foi Lecturer na Universidade de Warwick. De 2006 a 2011 foi professora de análise e geometria da Universidade de Augsburgo, e a partir de 2007 diretora do Instituto de Matemática. Em 2011 foi trabalhar na seção de matemática pura da Universidade de Freiburg, onde atua no grupo de trabalho de física matemática.
Em sua tese de doutorado (Moduli spaces of unitary conformal field theories) trabalhou com a relação do espaço módulo unitário da teoria conforme de campos com superfícies K3 na geometria algébrica.
Em 2010 foi palestrante convidada do Congresso Internacional de Matemáticos em Hyderabad (On the geometry of singularities in quantum field theories). Desde 2009 faz parte da presidência da Associação dos Matemáticos da Alemanha. É membro da London Mathematical Society e fellow da American Mathematical Society. Em 2013 foi eleita membro da Akademie der Wissenschaften und der Literatur.

## Obras
- Editora com  Ron Y. Donagi: From Hodge theory to integrability and TQFT: tt*-geometry, Proceedings of Symposia in Pure Mathematics, American Mathematical Society, 2008 (Workshop Augsburg Maio de 2007)
- Katrin Wendland, Annette Werner (Ed.): Facettenreiche Mathematik. Einblicke in die moderne mathematische Forschung für alle, die mehr von Mathematik verstehen wollen, Vieweg/Teubner 2011 (com artigo de Wendland: ADE oder die Allgegenwart Platonischer Körper, p. 409-432)
- On superconformal field theories associated to very attractive quartics, in Pierre Cartier et al. Frontiers in Number Theory, Physics and Geometry, Volume 2, Springer Verlag 2007